# Parlamentärflagge

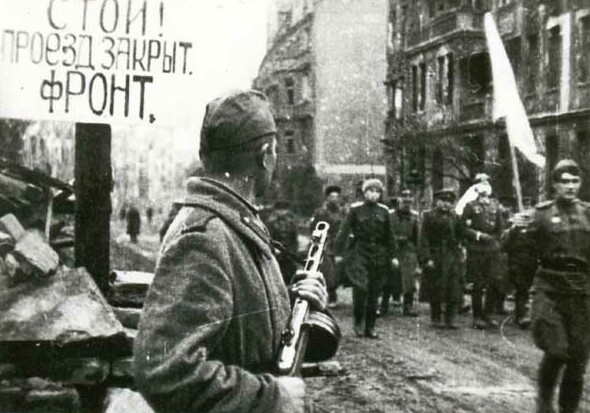
Deutsche Parlamentäre mit Parlamentärflagge auf dem Weg zu Verhandlungen über die Kapitulation bei der Schlacht um Breslau am 6. Mai 1945.

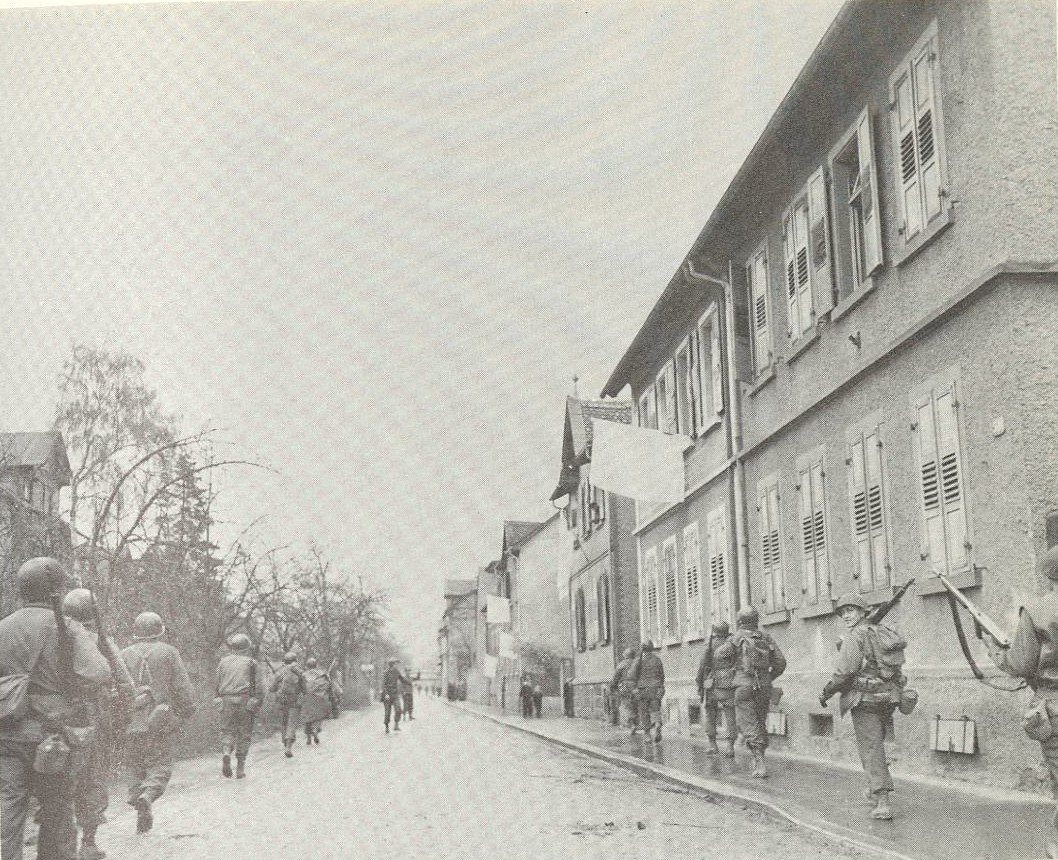
Weiße Fahnen beim Durchmarsch US-amerikanischer Truppen im Rheinland (1945)

Die Parlamentärflagge, auch Parlamentärsflagge oder weiße Fahne, ist eine einfarbig weiße Flagge, die den Parlamentär als solchen kennzeichnet. Sie gehört zu den Schutzzeichen des Kriegsvölkerrechts und ist im Artikel 32 der Haager Landkriegsordnung festgelegt.
Die Bevollmächtigung durch eine der Kriegsparteien und das Zeigen der weißen Fahne gewährt die Unverletzlichkeit des Parlamentärs. Die Fahne ist ein Zeichen, in Unterhandlungen mit der anderen Partei treten zu wollen. Aus dem Heimtückeverbot ergibt sich die häufige Deutung der Fahne als Zeichen der Kapitulation bzw. des Verzichts auf Gegenwehr. So steht das Heraushängen von weißen Flaggen in Städten oft für die Absicht, sie kampflos an feindliche Truppen zu übergeben.

## Geschichte
Auch wenn die weiße Flagge erst seit der Haager Landkriegsordnung von 1907 vertraglich festgeschriebenen völkerrechtlichen Schutz genießt, wird sie schon seit langer Zeit eingesetzt und gewohnheitsrechtlich respektiert. Als Zeichen der Kapitulation wurde sie bereits im China der Östlichen Han-Dynastie (25–220 n. Chr.) eingesetzt. Auch der römische Geschichtsschreiber Publius Cornelius Tacitus berichtet gegen 109 n. Chr. vom Einsatz einer weißen Flagge bei der Kapitulation römischer Legionäre.

## Weitere Bedeutungen

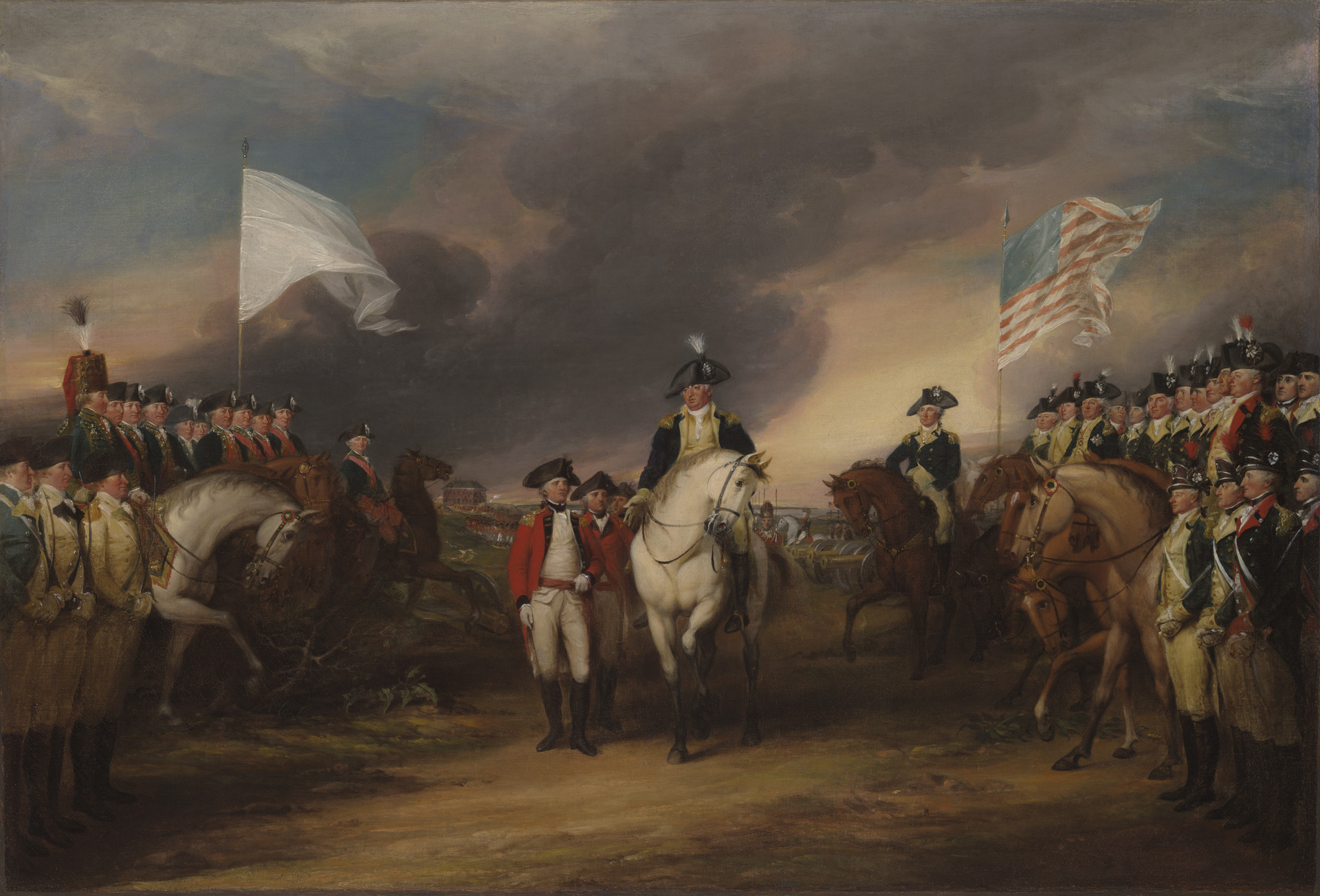
Lord Cornwallis kapituliert 1781 bei Yorktown. Die siegreichen französischen Soldaten führen die weiße Bourbonen-Flagge.

- Das Königreich Frankreich führte vom 17. Jahrhundert bis 1790 eine schlichte weiße Flagge als Seekriegsflagge und Flagge der Marine.
- Vor allem in Österreich wird die weiße Fahne an Schulen gehisst, wenn alle angetretenen Schüler die Matura bestehen.
- Die Taliban benutzten 1996 zunächst eine weiße Flagge als Nationalflagge Afghanistans. Am 27. Oktober 1997 wurde die Schahāda in Schwarz hinzugefügt.[3]
- Im Mai 2012 wehte auf dem Schloss Burgdorf BE zum letzten Mal die weiße Fahne vom großen Turm. Dies als Zeichen, dass das Gefängnis leer ist. Die Gefangenen waren zuvor ins neue Regionalgefängnis verlegt worden.[4]